# Liczba Hatty
Liczba Hatty jest liczbą bezwymiarową stosowaną w makrokinetyce. Liczba ta opisuje zależność między zjawiskiem przenoszenia masy i czystą reakcją chemiczną w układach ciecz-ciecz oraz ciecz-gaz. Jej odpowiednikiem w katalizie heterogenicznej jest moduł Thielego.

## Definicja
Ogólnie liczbę Hatty definiuje się jako stosunek szybkości reakcji chemicznej bez ruchu masy do szybkości ruchu masy. W literaturze można spotkać następującą definicję:
{\displaystyle Ha=\delta {\sqrt {\frac {kc_{1}^{*n-1}}{D_{1,l}}}}.}
Dla reakcji pierwszego rzędu liczba redukuje się do postaci:
{\displaystyle Ha=\delta {\sqrt {\frac {k}{D}}},}
gdzie:
{\displaystyle \delta } – grubość warstewki granicznej,
{\displaystyle k^{}} – stała szybkości reakcji chemicznej,
{\displaystyle c_{1}^{*n-1}} – stężenie substancji 1 na granicy faz (powierzchni),
{\displaystyle n^{}} – rząd reakcji,
{\displaystyle D_{1,l}} – współczynnik dyfuzji dla substancji 1 w fazie ciekłej.

## Klasyfikacja reakcji
Liczba Hatty pozwala na sklasyfikowanie reakcji, w których zachodzi zjawisko ruchu masy. Przykładami są absorpcja czy reakcje wielofazowe.
Ogólna klasyfikacja reakcji w uwzględnieniem wielkości liczby Hatty:
- Ha < 0,3 – reakcja wolna (szybkość reakcji jest znacznie wolniejsza od procesu dyfuzji),
- 0,3 < Ha < 3 – reakcja o średniej szybkości (szybkość reakcji porównywalna z szybkością procesu dyfuzji),
- 3 < Ha – reakcja szybka (szybkość reakcji znacznie większa niż szybkość procesu dyfuzji).